# Park Jung-Suk
Park Jung-suk (n. 19 aprilie 1977, Seul, Coreea de Sud) este un fost fotbalist coreean. De-a lungul carierei a evoluat la Juventus București și la FC Seoul.